# Liste der Nobelpreisträger für Chemie
Der Nobelpreis für Chemie wird seit 1901 jährlich vergeben und war 2024 mit 11 Millionen Schwedischen Kronen (ca. 978.000 Euro) dotiert. Die Auswahl der Laureaten unterliegt der Königlich Schwedischen Akademie der Wissenschaften. Der Stifter des Preises, Alfred Nobel, verfügte in seinem Testament vom 27. November 1895, in der die Vergabe der Auszeichnung geregelt wurde, der Nobelpreis für Chemie solle demjenigen zuerkannt werden, „der die wichtigste chemische Entdeckung oder Verbesserung gemacht hat“. Der Nobelpreis wird jedes Jahr am Todestag Alfred Nobels, dem 10. Dezember, vom schwedischen König überreicht.
Seit der ersten Nobelpreis-Verleihung wurde der Preis insgesamt 116-mal (Stand: 2024) verliehen. Es wurden insgesamt 195 Personen ausgezeichnet, darunter befanden sich 187 Männer (95,9 %) und acht Frauen (4,1 %). Als einzige Personen erhielten Frederick Sanger und Karl Barry Sharpless zweimal den Chemienobelpreis. Von 1901 bis 2024 wurde der Preis 63-mal ungeteilt an eine Person vergeben, 25-mal wurde er zwischen zwei und 28-mal zwischen drei Personen aufgeteilt. Achtmal wurde der Preis nicht verliehen, zuletzt 1942.

## Liste der Preisträger
Diese Liste enthält eine chronologische Übersicht der Träger des Nobelpreises für Chemie mit der Begründung der Nobelkomitees. Eine alphabetische Übersicht bietet die Kategorie Nobelpreisträger für Chemie.
Eine Übersicht über die Verteilung auf einzelne Nationen bietet der Abschnitt Verteilung nach Ländern.
| 1900 • 1910 • 1920 • 1930 • 1940 • 1950 • 1960 • 1970 • 1980 • 1990 • 2000 • 2010 • 2020 |

## 1900er Jahre
| Jahr | Person                                   | Land                                                          | Begründung für die Preisvergabe | Bild                         |
| ---- | ---------------------------------------- | ------------------------------------------------------------- | --- | ---------------------------- |
| 1901 | Jacobus Henricus van ’t Hoff (1852–1911) | Niederlande                                                   | „als Anerkennung des außerordentlichen Verdienstes, den er sich durch die Entdeckung der Gesetze der chemischen Dynamik und des osmotischen Druckes in Lösungen erworben hat“                                                     | Jacobus Henricus van ’t Hoff |
| 1902 | Emil Fischer (1852–1919)                 | Deutsches Reich                                               | „als Anerkennung des außerordentlichen Verdienstes, den er sich durch seine synthetischen Arbeiten auf dem Gebiet der Zucker- und Puringruppen erworben hat“                                                                      | Emil Fischer                 |
| 1903 | Svante Arrhenius (1859–1927)             | Schweden                                                      | „als Anerkennung des außerordentlichen Verdienstes, den er sich durch seine Theorie über die elektrolytische Dissoziation um die Entwicklung der Chemie erworben hat“                                                             | Svante Arrhenius             |
| 1904 | Sir William Ramsay (1852–1916)           | Vereinigtes Königreich                                        | „als Anerkennung des Verdienstes, den er sich durch die Entdeckung der indifferenten gasförmigen Grundstoffe Edelgase in der Luft und die Bestimmung ihres Platzes im periodischen System erworben hat“                           | William Ramsay               |
| 1905 | Adolf von Baeyer (1835–1917)             | Deutsches Reich                                               | „als Anerkennung des Verdienstes, den er sich um die Entwicklung der organischen Chemie und der chemischen Industrie durch seine Arbeiten über die organischen Farbstoffe und die hydroaromatischen Verbindungen erworben hat“    | Adolf von Baeyer             |
| 1906 | Henri Moissan (1852–1907)                | Frankreich                                                    | „als Anerkennung des großen Verdienstes, den er sich durch seine Untersuchung und Isolierung des Elements Fluor sowie durch die Einführung des nach ihm benannten elektrischen Ofens in den Dienst der Wissenschaft erworben hat“ | Henri Moissan                |
| 1907 | Eduard Buchner (1860–1917)               | Deutsches Reich                                               | „für seine biochemischen Untersuchungen und die Entdeckung der zellfreien Gärung“ | Eduard Buchner               |
| 1908 | Ernest Rutherford (1871–1937)            | Vereinigtes Königreich (geb. in Nelson, Neuseeland)           | „für seine Untersuchungen über den Zerfall der Elemente und die Chemie der radioaktiven Stoffe“ | Ernest Rutherford            |
| 1909 | Wilhelm Ostwald (1853–1932)              | Deutsches Reich (geb. in Riga, damals Russisches Kaiserreich) | „als Anerkennung für seine Arbeiten über die Katalyse sowie für seine grundlegenden Untersuchungen über chemische Gleichgewichtsverhältnisse und Reaktionsgeschwindigkeiten“                                                      | Wilhelm Ostwald              |

## 1910er Jahre
| Jahr | Person                                                 | Land                                                          | Begründung für die Preisvergabe | Bild                      |
| ---- | ------------------------------------------------------ | ------------------------------------------------------------- | --- | ------------------------- |
| 1910 | Otto Wallach (1847–1931)                               | Deutsches Reich                                               | „als Anerkennung des Verdienstes, den er sich um die Entwicklung der organischen Chemie und der chemischen Industrie durch seine bahnbrechenden Arbeiten auf dem Gebiet der alicyclischen Verbindungen erworben hat“ | Otto Wallach              |
| 1911 | Marie Curie (1867–1934)                                | Frankreich (geb. in Warschau, Kongresspolen)                  | „als Anerkennung des Verdienstes, das sie sich um die Entwicklung der Chemie erworben hat durch die Entdeckung der Elemente Radium und Polonium, durch die Charakterisierung des Radiums und dessen Isolierung in metallischem Zustand und durch ihre Untersuchungen über die Natur und die chemischen Verbindungen dieses wichtigen Elements“ | Marie Curie               |
| 1912 | Victor Grignard (1871–1935)                            | Frankreich                                                    | „für das von ihm aufgefundene sog. Grignard’sche Reagenz, das in den letzten Jahren in hohem Grad den Fortschritt der organischen Chemie gefördert hat“ | Victor Grignard           |
| 1912 | Paul Sabatier (1854–1941)                              | Frankreich                                                    | „für seine Methode, organische Verbindungen bei Gegenwart fein verteilter Metalle zu hydrieren, wodurch der Fortschritt der organischen Chemie in den letzten Jahren in hohem Grad gefördert worden ist“ | Paul Sabatier             |
| 1913 | Alfred Werner (1866–1919)                              | Schweiz (geb. in Mülhausen, damals Französisches Kaiserreich) | „auf Grund seiner Arbeiten über die Bindungsverhältnisse der Atome im Molekül, wodurch er ältere Forschungsgebiete geklärt und neue erschlossen hat, besonders im Bereich der anorganischen Chemie“ | Alfred Werner             |
| 1914 | Theodore William Richards (1868–1928) (verliehen 1915) | Vereinigte Staaten                                            | „als Anerkennung seiner genauen Bestimmungen des Atomgewichts von zahlreichen chemischen Elementen“ | Theodore William Richards |
| 1915 | Richard Willstätter (1872–1942)                        | Deutsches Reich                                               | „für seine Untersuchungen der Farbstoffe im Pflanzenreich, vor allem des Chlorophylls“ | Richard Willstätter       |
| 1916 | nicht verliehen                                        | nicht verliehen                                               | nicht verliehen | nicht verliehen           |
| 1917 | nicht verliehen                                        | nicht verliehen                                               | nicht verliehen | nicht verliehen           |
| 1918 | Fritz Haber (1868–1934) (verliehen 1919)               | Deutsches Reich                                               | „für die Synthese von Ammoniak aus dessen Elementen“ (Haber-Bosch-Verfahren) | Fritz Haber               |
| 1919 | nicht verliehen                                        | nicht verliehen                                               | nicht verliehen | nicht verliehen           |

## 1920er Jahre
| Jahr | Person                                         | Land                                         | Begründung für die Preisvergabe | Bild                   |
| ---- | ---------------------------------------------- | -------------------------------------------- | --- | ---------------------- |
| 1920 | Walther Nernst (1864–1941) (verliehen 1921)    | Deutsches Reich                              | „als Anerkennung für seine thermochemischen Arbeiten“ | Walther Nernst         |
| 1921 | Frederick Soddy (1877–1956) (verliehen 1922)   | Vereinigtes Königreich                       | „für seine Beiträge zur Kenntnis der Chemie der radioaktiven Stoffe und seine Untersuchungen über das Vorkommen und die Natur der Isotopen“                                                                  | Frederick Soddy        |
| 1922 | Francis William Aston (1877–1945)              | Vereinigtes Königreich                       | „für seine Entdeckung einer großen Zahl von Isotopen in mehreren nicht radioaktiven Elementen mit Hilfe seines Massenspektrographen sowie für seine Entdeckung des so genannten Gesetzes der Ganzzahligkeit“ | Francis William Aston  |
| 1923 | Fritz Pregl (1869–1930)                        | Österreich                                   | „für die von ihm entwickelte Mikroanalyse organischer Substanzen“ | Fritz Pregl            |
| 1924 | nicht verliehen                                | nicht verliehen                              | nicht verliehen | nicht verliehen        |
| 1925 | Richard Zsigmondy (1865–1929) (verliehen 1926) | Deutsches Reich (geb. in Wien, Österreich)   | „für die Aufklärung der heterogenen Natur kolloidaler Lösungen sowie für die dabei angewandten Methoden, die grundlegend für die moderne Kolloidchemie sind“                                                 | Richard Zsigmondy      |
| 1926 | The Svedberg (1884–1971)                       | Schweden                                     | „für seine Arbeiten über disperse Systeme“ | The Svedberg           |
| 1927 | Heinrich Wieland (1877–1957) (verliehen 1928)  | Deutsches Reich                              | „für seine Forschungen über die Zusammensetzung der Gallensäure und verwandter Substanzen“ | Heinrich Wieland       |
| 1928 | Adolf Windaus (1876–1959)                      | Deutsches Reich                              | „für seine Verdienste um die Erforschung des Aufbaus der Sterine und ihres Zusammenhanges mit den Vitaminen“                                                                                                 | Adolf Windaus          |
| 1929 | Arthur Harden (1865–1940)                      | Vereinigtes Königreich                       | „für ihre Forschung über die Zuckervergärung und deren Anteil der Enzyme an diesem Vorgang“ | Arthur Harden          |
| 1929 | Hans von Euler-Chelpin (1873–1964)             | Schweden (geb. in Augsburg, Deutsches Reich) | „für ihre Forschung über die Zuckervergärung und deren Anteil der Enzyme an diesem Vorgang“ | Hans von Euler-Chelpin |

## 1930er Jahre
| Jahr | Person                                    | Land                                                   | Begründung für die Preisvergabe | Bild                  |
| ---- | ----------------------------------------- | ------------------------------------------------------ | --- | --------------------- |
| 1930 | Hans Fischer (1881–1945)                  | Deutsches Reich                                        | „für seine Arbeiten über den strukturellen Aufbau der Blut- und Pflanzenfarbstoffe und für die Synthese des Hämins“                                                         | Hans Fischer          |
| 1931 | Carl Bosch (1874–1940)                    | Deutsches Reich                                        | „für ihre Verdienste um die Entdeckung und Entwicklung der chemischen Hochdruckverfahren“                                                                                   | Carl Bosch            |
| 1931 | Friedrich Bergius (1884–1949)             | Deutsches Reich                                        | „für ihre Verdienste um die Entdeckung und Entwicklung der chemischen Hochdruckverfahren“                                                                                   | Friedrich Bergius     |
| 1932 | Irving Langmuir (1881–1957)               | Vereinigte Staaten                                     | „für seine Entdeckungen und Forschungen im Bereich der Oberflächenchemie“                                                                                                   | Irving Langmuir       |
| 1933 | nicht verliehen                           | nicht verliehen                                        | nicht verliehen | nicht verliehen       |
| 1934 | Harold C. Urey (1893–1981)                | Vereinigte Staaten                                     | „für seine Entdeckung des schweren Wasserstoffes“ | Harold C. Urey        |
| 1935 | Frédéric Joliot-Curie (1900–1958)         | Frankreich                                             | „für ihre gemeinsam durchgeführten Darstellungen von neuen radioaktiven Elementen“                                                                                          | Frédéric Joliot-Curie |
| 1935 | Irène Joliot-Curie (1897–1956)            | Frankreich                                             | „für ihre gemeinsam durchgeführten Darstellungen von neuen radioaktiven Elementen“                                                                                          | Irène Joliot-Curie    |
| 1936 | Peter Debye (1884–1966)                   | Niederlande                                            | „für seine Beiträge zu unserer Kenntnis der Molekularstrukturen durch seine Forschungen über Dipolmomente, über die Beugung von Röntgenstrahlen und an Elektronen in Gasen“ | Peter Debye           |
| 1937 | Walter Norman Haworth (1883–1950)         | Vereinigtes Königreich                                 | „für seine Forschungen über Kohlenhydrate und Vitamin C“ | Walter Norman Haworth |
| 1937 | Paul Karrer (1889–1971)                   | Schweiz                                                | „für seine Forschungen über die Carotinoide und Flavine sowie über die Vitamine A und B2“                                                                                   | Paul Karrer           |
| 1938 | Richard Kuhn (1900–1967) (verliehen 1939) | Deutsches Reich (geb. in Wien, Kaisertum Österreich)   | „für seine Arbeiten über Carotinoide und Vitamine“ | Richard Kuhn          |
| 1939 | Adolf Butenandt (1903–1995)               | Deutsches Reich                                        | „für seine Arbeiten über Sexualhormone“ | Adolf Butenandt       |
| 1939 | Leopold Ružička (1887–1976)               | Schweiz (geb. in Vukovar, damals Kaisertum Österreich) | „für seine Arbeiten an Polymethylenen und höheren Terpenen“ | Leopold Ružička       |

## 1940er Jahre
| Jahr | Person                                        | Land                   | Begründung für die Preisvergabe | Bild                     |
| ---- | --------------------------------------------- | ---------------------- | --- | ------------------------ |
| 1940 | nicht verliehen                               | nicht verliehen        | nicht verliehen | nicht verliehen          |
| 1941 | nicht verliehen                               | nicht verliehen        | nicht verliehen | nicht verliehen          |
| 1942 | nicht verliehen                               | nicht verliehen        | nicht verliehen | nicht verliehen          |
| 1943 | George de Hevesy (1885–1966) (verliehen 1944) | Ungarn                 | „für seine Arbeiten über die Anwendung der Isotope als Indikatoren bei der Erforschung chemischer Prozesse“                                                                                | George de Hevesy         |
| 1944 | Otto Hahn (1879–1968) (verliehen 1945)        | Deutsches Reich        | „für seine Entdeckung der Kernspaltung von Atomen“ | Otto Hahn                |
| 1945 | Artturi Ilmari Virtanen (1895–1973)           | Finnland               | „für seine Untersuchungen und Entdeckungen auf dem Gebiet der Agrikultur- und Nahrungsmittelchemie, insbesondere für seine Methode der Konservierung von Futtermitteln und Futterpflanzen“ | Artturi Ilmari Virtanen  |
| 1946 | James Batcheller Sumner (1887–1955)           | Vereinigte Staaten     | „für seine Entdeckung der Kristallisierbarkeit von Enzymen“ | James Batcheller Sumner  |
| 1946 | John Howard Northrop (1891–1987)              | Vereinigte Staaten     | „für ihre Darstellung von Enzymen und Virus-Proteinen in reiner Form“ | John Howard Northrop     |
| 1946 | Wendell Meredith Stanley (1904–1971)          | Vereinigte Staaten     | „für ihre Darstellung von Enzymen und Virus-Proteinen in reiner Form“ | Wendell Meredith Stanley |
| 1947 | Robert Robinson (1886–1975)                   | Vereinigtes Königreich | „für seine Untersuchungen über biologisch wichtige Pflanzenprodukte insbesondere Alkaloide“                                                                                                | Robert Robinson          |
| 1948 | Arne Tiselius (1902–1971)                     | Schweden               | „für seine Arbeiten über die Analyse mit Hilfe von Elektrophorese und Adsorption, insbesondere für seine Entdeckungen über die komplexe Natur von Serum-Proteinen“                         | Arne Tiselius            |
| 1949 | William Francis Giauque (1895–1982)           | Vereinigte Staaten     | „für seinen Beitrag zur chemischen Thermodynamik, insbesondere für seine Untersuchungen über die Eigenschaften bei extrem tiefen Temperaturen“                                             |                          |

## 1950er Jahre
| Jahr | Person                                      | Land                   | Begründung für die Preisvergabe                                                                                                   | Bild                            |
| ---- | ------------------------------------------- | ---------------------- | --- | ------------------------------- |
| 1950 | Otto Diels (1876–1954)                      | BR Deutschland         | „für ihre Entdeckungen und die Entwicklung der Dien-Synthese“                                                                     | Otto Diels                      |
| 1950 | Kurt Alder (1902–1958)                      | BR Deutschland         | „für ihre Entdeckungen und die Entwicklung der Dien-Synthese“                                                                     | Kurt Alder                      |
| 1951 | Edwin Mattison McMillan (1907–1991)         | Vereinigte Staaten     | „für ihre Entdeckungen in der Chemie der Transurane“                                                                              | Edwin Mattison McMillan         |
| 1951 | Glenn T. Seaborg (1912–1999)                | Vereinigte Staaten     | „für ihre Entdeckungen in der Chemie der Transurane“                                                                              | Glenn T. Seaborg                |
| 1952 | Archer J. P. Martin (1910–2002)             | Vereinigtes Königreich | „für ihre Erfindung der Verteilungs-Chromatographie“                                                                              | Archer J. P. Martin             |
| 1952 | Richard L. M. Synge (1914–1994)             | Vereinigtes Königreich | „für ihre Erfindung der Verteilungs-Chromatographie“                                                                              | Richard L. M. Synge             |
| 1953 | Hermann Staudinger (1881–1965)              | BR Deutschland         | „für seine Entdeckungen auf dem Gebiet der makromolekularen Chemie“                                                               | Hermann Staudinger              |
| 1954 | Linus Pauling (1901–1994)                   | Vereinigte Staaten     | „für seine Forschungen über die Natur der chemischen Bindung und ihre Anwendung zur Aufhellung der Struktur komplexer Substanzen“ | Linus Pauling                   |
| 1955 | Vincent du Vigneaud (1901–1978)             | Vereinigte Staaten     | „für seine Arbeiten der biochemisch bedeutsamen Schwefelverbindungen, besonders für die erste Synthese eines Polypeptidhormons“   | Vincent du Vigneaud             |
| 1956 | Cyril Norman Hinshelwood (1897–1967)        | Vereinigtes Königreich | „für ihre Forschungen über die Mechanismen chemischer Reaktionen“                                                                 | Cyril Norman Hinshelwood        |
| 1956 | Nikolai Nikolajewitsch Semjonow (1896–1986) | Sowjetunion            | „für ihre Forschungen über die Mechanismen chemischer Reaktionen“                                                                 | Nikolai Nikolajewitsch Semjonow |
| 1957 | Alexander Robertus Todd (1907–1997)         | Vereinigtes Königreich | „für seine Arbeiten über Nukleotide und Co-Enzymnukleotide“                                                                       | Alexander Robertus Todd         |
| 1958 | Frederick Sanger (1918–2013)                | Vereinigtes Königreich | „für seine Arbeiten über die Struktur der Proteine, besonders des Insulins“                                                       | Frederick Sanger                |
| 1959 | Jaroslav Heyrovský (1890–1967)              | Tschechoslowakei       | „für seine Entdeckung und Entwicklung der polarographischen Methode der Analyse“                                                  | Jaroslav Heyrovský              |

## 1960er Jahre
| Jahr | Person                                     | Land                                              | Begründung für die Preisvergabe | Bild                           |
| ---- | ------------------------------------------ | ------------------------------------------------- | --- | ------------------------------ |
| 1960 | Willard Libby (1908–1980)                  | Vereinigte Staaten                                | „für seine Methode der Anwendung von Kohlenstoff 14 zur Altersbestimmung in Archäologie, Geologie, Geophysik und anderen Zweigen der Wissenschaft“ (siehe: Radiokarbonmethode) | Willard Libby                  |
| 1961 | Melvin Calvin (1911–1997)                  | Vereinigte Staaten                                | „für seine Forschungen über die Kohlensäure-Assimilation der Pflanzen“ | Melvin Calvin                  |
| 1962 | Max Ferdinand Perutz (1914–2002)           | Vereinigtes Königreich (geb. in Wien, Österreich) | „für ihre Studien über Strukturen der Globulinproteine“ | Max Ferdinand Perutz           |
| 1962 | John Cowdery Kendrew (1917–1997)           | Vereinigtes Königreich                            | „für ihre Studien über Strukturen der Globulinproteine“ | John Cowdery Kendrew           |
| 1963 | Karl Ziegler (1898–1973)                   | BR Deutschland                                    | „für ihre Entdeckungen auf dem Gebiet der Chemie und der Technologie der Hochpolymeren“ (Ziegler-Natta-Verfahren)                                                              | Karl Ziegler                   |
| 1963 | Giulio Natta (1903–1979)                   | Italien                                           | „für ihre Entdeckungen auf dem Gebiet der Chemie und der Technologie der Hochpolymeren“ (Ziegler-Natta-Verfahren)                                                              | Giulio Natta                   |
| 1964 | Dorothy Crowfoot Hodgkin (1910–1994)       | Vereinigtes Königreich                            | „für ihre Strukturbestimmung biologisch wichtiger Substanzen mit Röntgenstrahlen“                                                                                              | Dorothy Crowfoot Hodgkin       |
| 1965 | Robert B. Woodward (1917–1979)             | Vereinigte Staaten                                | „für seine Arbeiten auf dem Gebiet der Naturstoffsynthesen“ | Robert B. Woodward             |
| 1966 | Robert Mulliken (1896–1986)                | Vereinigte Staaten                                | „für seine grundlegenden Arbeiten über die chemischen Bindungen und die Elektronenstruktur der Moleküle mit Hilfe der Orbital-Methode“                                         | Robert Mulliken                |
| 1967 | Manfred Eigen (1927–2019)                  | BR Deutschland                                    | „für ihre Untersuchungen von extrem schnellen chemischen Reaktionen, die durch Zerstörung des Gleichgewichts durch sehr kurze Energieimpulse ausgelöst werden“                 | Manfred Eigen                  |
| 1967 | Ronald George Wreyford Norrish (1897–1978) | Vereinigtes Königreich                            | „für ihre Untersuchungen von extrem schnellen chemischen Reaktionen, die durch Zerstörung des Gleichgewichts durch sehr kurze Energieimpulse ausgelöst werden“                 | Ronald George Wreyford Norrish |
| 1967 | George Porter (1920–2002)                  | Vereinigtes Königreich                            | „für ihre Untersuchungen von extrem schnellen chemischen Reaktionen, die durch Zerstörung des Gleichgewichts durch sehr kurze Energieimpulse ausgelöst werden“                 | George Porter                  |
| 1968 | Lars Onsager (1903–1976)                   | Vereinigte Staaten (geb. in Oslo, Norwegen)       | „für die Entdeckung der nach ihm benannten reziproken Beziehungen, die grundlegend für die Thermodynamik der irreversiblen Prozesse sind“                                      | Lars Onsager                   |
| 1969 | Derek H. R. Barton (1918–1998)             | Vereinigtes Königreich                            | „für ihre Arbeiten in der Entwicklung des Konformationsbegriffes und dessen Anwendung in der Chemie“                                                                           | Derek H. R. Barton             |
| 1969 | Odd Hassel (1897–1981)                     | Norwegen                                          | „für ihre Arbeiten in der Entwicklung des Konformationsbegriffes und dessen Anwendung in der Chemie“                                                                           | Odd Hassel                     |

## 1970er Jahre
| Jahr | Person                            | Land                                                        | Begründung für die Preisvergabe | Bild                  |
| ---- | --------------------------------- | ----------------------------------------------------------- | --- | --------------------- |
| 1970 | Luis Federico Leloir (1906–1987)  | Argentinien                                                 | „für die Entdeckung der Zucker-Nukleotide und ihrer Funktion in der Biosynthese von Kohlenhydraten“                                                        | Luis Federico Leloir  |
| 1971 | Gerhard Herzberg (1904–1999)      | Kanada (geb. in Hamburg, Deutsches Reich)                   | „für seine Arbeiten über die Elektronenstruktur und die Geometrie bei den Molekülen, insbesondere freier Radikale“                                         | Gerhard Herzberg      |
| 1972 | Christian B. Anfinsen (1916–1995) | Vereinigte Staaten                                          | „für seine Arbeiten über Ribonuklease, insbesondere die Verbindung zwischen Aminosäurereihen und biologisch wirksamen Konformationen“                      | Christian B. Anfinsen |
| 1972 | Stanford Moore (1913–1982)        | Vereinigte Staaten                                          | „für ihren Beitrag zum Verständnis der Verbindung zwischen chemischer Struktur und katalytischer Tätigkeit des aktiven Zentrums der Ribonuklease-Moleküle“ |                       |
| 1972 | William Howard Stein (1911–1980)  | Vereinigte Staaten                                          | „für ihren Beitrag zum Verständnis der Verbindung zwischen chemischer Struktur und katalytischer Tätigkeit des aktiven Zentrums der Ribonuklease-Moleküle“ |                       |
| 1973 | Ernst Otto Fischer (1918–2007)    | BR Deutschland                                              | „für ihre bahnbrechenden unabhängig voneinander geleisteten Arbeiten über die Chemie der metallorganischen so genannten Sandwich-Verbindungen“             |                       |
| 1973 | Geoffrey Wilkinson (1921–1996)    | Vereinigtes Königreich                                      | „für ihre bahnbrechenden unabhängig voneinander geleisteten Arbeiten über die Chemie der metallorganischen so genannten Sandwich-Verbindungen“             | Geoffrey Wilkinson    |
| 1974 | Paul Flory (1910–1985)            | Vereinigte Staaten                                          | „für seine grundlegenden Leistungen, sowohl theoretisch als auch experimentell, in der physikalischen Chemie der Makromoleküle“                            | Paul Flory            |
| 1975 | John W. Cornforth (1917–2013)     | Australien / Vereinigtes Königreich                         | „für seine Arbeiten über die Stereochemie von Enzym-Katalyse-Reaktionen“                                                                                   | John W. Cornforth     |
| 1975 | Vladimir Prelog (1906–1998)       | Schweiz (geb. in Sarajevo, Österreich-Ungarn)               | „für seine Forschungen in der Stereochemie organischer Moleküle und Reaktionen“                                                                            | Vladimir Prelog       |
| 1976 | William Lipscomb (1919–2011)      | Vereinigte Staaten                                          | „für seine Arbeiten über die Struktur der Borane“ | William Lipscomb      |
| 1977 | Ilya Prigogine (1917–2003)        | Belgien (geb. in Moskau, Russland)                          | „für seinen Beitrag zur irreversiblen Thermodynamik, insbesondere zur Theorie der ‚dissipativen Strukturen‘“                                               | Ilya Prigogine        |
| 1978 | Peter D. Mitchell (1920–1992)     | Vereinigtes Königreich                                      | „für seinen Beitrag zum Verständnis biologischer Energieübertragung durch Entwicklung der chemiosmotischen Theorie“                                        | Peter D. Mitchell     |
| 1979 | Herbert Charles Brown (1912–2004) | Vereinigte Staaten (geb. in London, Vereinigtes Königreich) | „für ihre Entwicklung von Bor- beziehungsweise Phosphorverbindungen in wichtigen Reagenzien innerhalb organischer Synthesen“                               | Herbert Charles Brown |
| 1979 | Georg Wittig (1897–1987)          | BR Deutschland                                              | „für ihre Entwicklung von Bor- beziehungsweise Phosphorverbindungen in wichtigen Reagenzien innerhalb organischer Synthesen“                               |                       |

## 1980er Jahre
| Jahr | Person                              | Land                                                       | Begründung für die Preisvergabe | Bild                    |
| ---- | ----------------------------------- | ---------------------------------------------------------- | --- | ----------------------- |
| 1980 | Paul Berg (1926–2023)               | Vereinigte Staaten                                         | „für seine grundlegenden Arbeiten über Nukleinsäuren-Biochemie, unter besonderer Berücksichtigung von Hybrid-DNA“                           | Paul Berg               |
| 1980 | Walter Gilbert (* 1932)             | Vereinigte Staaten                                         | „für ihre Beiträge die Bestimmung von Basensequenzen in Nukleinsäuren betreffend“                                                           | Walter Gilbert          |
| 1980 | Frederick Sanger (1918–2013)        | Vereinigtes Königreich                                     | „für ihre Beiträge die Bestimmung von Basensequenzen in Nukleinsäuren betreffend“                                                           | Frederick Sanger        |
| 1981 | Fukui Ken’ichi (1918–1998)          | Japan                                                      | „für ihre unabhängig voneinander entwickelten Theorien über den Verlauf chemischer Reaktionen“                                              |                         |
| 1981 | Roald Hoffmann (* 1937)             | Vereinigte Staaten (geb. in Złoczów, Polen, heute Ukraine) | „für ihre unabhängig voneinander entwickelten Theorien über den Verlauf chemischer Reaktionen“                                              | Roald Hoffmann          |
| 1982 | Aaron Klug (1926–2018)              | Vereinigtes Königreich (geb. in Želva, Litauen)            | „für die Entwicklung kristallographischer Verfahren zur Entschlüsselung biologisch wichtiger Nukleinsäure-Protein-Komplexe“                 | Aaron Klug, 1979        |
| 1983 | Henry Taube (1915–2005)             | Vereinigte Staaten (geb. in Saskatoon, Kanada)             | „für seine Arbeiten über die Reaktionsmechanismen der Elektronenübertragung, insbesondere bei Metallkomplexen“                              | Henry Taube             |
| 1984 | Robert Bruce Merrifield (1921–2006) | Vereinigte Staaten                                         | „für seine einfache und geniale Methode zur Herstellung von Peptiden und Proteinen“ (Merrifield-Synthese)                                   | Robert Bruce Merrifield |
| 1985 | Herbert A. Hauptman (1917–2011)     | Vereinigte Staaten                                         | „für ihre hervorragenden Leistungen in der Entwicklung direkter Methoden zur Bestimmung von Kristallstrukturen“                             | Herbert A. Hauptman     |
| 1985 | Jerome Karle (1918–2013)            | Vereinigte Staaten                                         | „für ihre hervorragenden Leistungen in der Entwicklung direkter Methoden zur Bestimmung von Kristallstrukturen“                             | Jerome Karle            |
| 1986 | Dudley R. Herschbach (* 1932)       | Vereinigte Staaten                                         | „für ihre Mitwirkung betreffend der Dynamik chemischer Elementarprozesse“                                                                   | Dudley R. Herschbach    |
| 1986 | Yuan T. Lee (* 1936)                | Vereinigte Staaten (geb. in Hsinchu, Taiwan)               | „für ihre Mitwirkung betreffend der Dynamik chemischer Elementarprozesse“                                                                   | Yuan T. Lee             |
| 1986 | John C. Polanyi (* 1929)            | Kanada                                                     | „für ihre Mitwirkung betreffend der Dynamik chemischer Elementarprozesse“                                                                   | John C. Polanyi         |
| 1987 | Donald J. Cram (1919–2001)          | Vereinigte Staaten                                         | „für ihre Entwicklung und Verwendung von Molekülen mit strukturspezifischer Wechselwirkung von hoher Selektivität“ (Supramolekulare Chemie) |                         |
| 1987 | Jean-Marie Lehn (* 1939)            | Frankreich                                                 | „für ihre Entwicklung und Verwendung von Molekülen mit strukturspezifischer Wechselwirkung von hoher Selektivität“ (Supramolekulare Chemie) | Jean-Marie Lehn         |
| 1987 | Charles Pedersen (1904–1989)        | Vereinigte Staaten (geb. in Busan, Korea)                  | „für ihre Entwicklung und Verwendung von Molekülen mit strukturspezifischer Wechselwirkung von hoher Selektivität“ (Supramolekulare Chemie) |                         |
| 1988 | Johann Deisenhofer (* 1943)         | BR Deutschland                                             | „für die Erforschung des Reaktionszentrums der Photosynthese bei einem Purpurbakterium“                                                     | Johann Deisenhofer      |
| 1988 | Robert Huber (* 1937)               | BR Deutschland                                             | „für die Erforschung des Reaktionszentrums der Photosynthese bei einem Purpurbakterium“                                                     | Robert Huber            |
| 1988 | Hartmut Michel (* 1948)             | BR Deutschland                                             | „für die Erforschung des Reaktionszentrums der Photosynthese bei einem Purpurbakterium“                                                     | Hartmut Michel          |
| 1989 | Sidney Altman (1939–2022)           | Kanada / Vereinigte Staaten                                | „für ihre Entdeckung der chemische Prozesse beschleunigenden Eigenschaften der Ribonukleinsäure“ (Ribozyme)                                 | Sidney Altman           |
| 1989 | Thomas R. Cech (* 1947)             | Vereinigte Staaten                                         | „für ihre Entdeckung der chemische Prozesse beschleunigenden Eigenschaften der Ribonukleinsäure“ (Ribozyme)                                 | Thomas R. Cech          |

## 1990er Jahre
| Jahr | Person                             | Land                                               | Begründung für die Preisvergabe | Bild                   |
| ---- | ---------------------------------- | -------------------------------------------------- | --- | ---------------------- |
| 1990 | Elias James Corey (* 1928)         | Vereinigte Staaten                                 | „für seine Formulierung wichtiger Theorien und Entwicklungen von Methoden organischer Synthese“ (Retrosynthese)                                                    | Elias James Corey      |
| 1991 | Richard R. Ernst (1933–2021)       | Schweiz                                            | „für seine Beiträge zur Entwicklung der hochauflösenden Kernresonanzspektroskopie, einer Methode zur Analyse von Molekülstrukturen“                                | Richard R. Ernst       |
| 1992 | Rudolph Arthur Marcus (* 1923)     | Vereinigte Staaten (geb. in Montreal, Kanada)      | „für seine wichtigen Beiträge zur Theorie von Elektronentransfer-Reaktionen in chemischen Systemen“ (Marcus-Theorie)                                               | Rudolph Arthur Marcus  |
| 1993 | Kary Mullis (1944–2019)            | Vereinigte Staaten                                 | „für seine Entwicklung der Polymerase-Kettenreaktion“ | Kary Mullis            |
| 1993 | Michael Smith (1932–2000)          | Kanada (geb. in Blackpool, Vereinigtes Königreich) | „für seine Entwicklung einer Methode zur Veränderung (Mutagenese) der Desoxyribonukleinsäure, auf der die Erbinformationen gespeichert sind“                       | Michael Smith          |
| 1994 | George A. Olah (1927–2017)         | Vereinigte Staaten (geb. in Budapest, Ungarn)      | „für seine Erforschung der Carbokationen“ | George A. Olah         |
| 1995 | Paul J. Crutzen (1933–2021)        | Niederlande                                        | „für ihre Arbeiten zur Chemie der Erdatmosphäre, insbesondere über Bildung und Abbau von Ozon“                                                                     | Paul J. Crutzen        |
| 1995 | Mario J. Molina (1943–2020)        | Vereinigte Staaten (geb. in Mexiko-Stadt, Mexiko)  | „für ihre Arbeiten zur Chemie der Erdatmosphäre, insbesondere über Bildung und Abbau von Ozon“                                                                     | Mario J. Molina        |
| 1995 | Frank Sherwood Rowland (1927–2012) | Vereinigte Staaten                                 | „für ihre Arbeiten zur Chemie der Erdatmosphäre, insbesondere über Bildung und Abbau von Ozon“                                                                     | Frank Sherwood Rowland |
| 1996 | Robert F. Curl (1933–2022)         | Vereinigte Staaten                                 | „für die Entdeckung der Fullerene, auch Buckyballs genannt, einer neuen Form des Kohlenstoffs mit kugelförmigen Molekülen“                                         | Robert F. Curl         |
| 1996 | Harold Kroto (1939–2016)           | Vereinigtes Königreich                             | „für die Entdeckung der Fullerene, auch Buckyballs genannt, einer neuen Form des Kohlenstoffs mit kugelförmigen Molekülen“                                         | Harold Kroto           |
| 1996 | Richard E. Smalley (1943–2005)     | Vereinigte Staaten                                 | „für die Entdeckung der Fullerene, auch Buckyballs genannt, einer neuen Form des Kohlenstoffs mit kugelförmigen Molekülen“                                         | Richard E. Smalley     |
| 1997 | Paul Delos Boyer (1918–2018)       | Vereinigte Staaten                                 | „für die Klärung der Synthese des energiereichen Moleküls Adenosintriphosphat (ATP)“                                                                               | Paul Delos Boyer       |
| 1997 | John E. Walker (* 1941)            | Vereinigtes Königreich                             | „für die Klärung der Synthese des energiereichen Moleküls Adenosintriphosphat (ATP)“                                                                               | John E. Walker         |
| 1997 | Jens Christian Skou (1918–2018)    | Dänemark                                           | „für die Entdeckung des ionentransportierenden Enzyms Natrium-Kalium-ATPase“                                                                                       | Jens Christian Skou    |
| 1998 | Walter Kohn (1923–2016)            | Vereinigte Staaten (geb. in Wien, Österreich)      | „für die Entwicklung der Dichtefunktionaltheorie“ | Walter Kohn            |
| 1998 | John Anthony Pople (1925–2004)     | Vereinigtes Königreich                             | „für die Entwicklung von Methoden, mit denen die Eigenschaften von Molekülen und deren Zusammenwirken in chemischen Prozessen theoretisch erforscht werden können“ | John Anthony Pople     |
| 1999 | Ahmed Zewail (1946–2016)           | Ägypten / Vereinigte Staaten                       | „für seine Studien des Übergangszustands chemischer Reaktionen mit Hilfe der Femtosekundenspektroskopie“                                                           | Ahmed Zewail           |

## 2000er Jahre
| Jahr | Person                            | Land                                                             | Begründung für die Preisvergabe | Bild                     |
| ---- | --------------------------------- | ---------------------------------------------------------------- | --- | ------------------------ |
| 2000 | Alan J. Heeger (* 1936)           | Vereinigte Staaten                                               | „für die Entdeckung und Entwicklung von leitenden Polymeren“                                                                                                 | Alan J. Heeger           |
| 2000 | Alan MacDiarmid (1927–2007)       | Vereinigte Staaten / Neuseeland (geb. in Masterton, Neuseeland)  | „für die Entdeckung und Entwicklung von leitenden Polymeren“                                                                                                 | Alan MacDiarmid          |
| 2000 | Hideki Shirakawa (* 1936)         | Japan                                                            | „für die Entdeckung und Entwicklung von leitenden Polymeren“                                                                                                 | Hideki Shirakawa         |
| 2001 | William S. Knowles (1917–2012)    | Vereinigte Staaten                                               | „für ihre Arbeiten über chiral katalysierende Hydrierungsreaktionen“                                                                                         |                          |
| 2001 | Ryōji Noyori (* 1938)             | Japan                                                            | „für ihre Arbeiten über chiral katalysierende Hydrierungsreaktionen“                                                                                         | Ryōji Noyori             |
| 2001 | Barry Sharpless (* 1941)          | Vereinigte Staaten                                               | „für seine Arbeiten über chiral katalysierende Oxidationsreaktionen“ (z. B. Sharpless-Epoxidierung)                                                          | Barry Sharpless          |
| 2002 | John B. Fenn (1917–2010)          | Vereinigte Staaten                                               | „für ihre Entwicklung von weichen Desorptions/Ionisations-Methoden für massenspektrometrische Analysen von biologischen Makromolekülen“                      | John B. Fenn             |
| 2002 | Kōichi Tanaka (* 1959)            | Japan                                                            | „für ihre Entwicklung von weichen Desorptions/Ionisations-Methoden für massenspektrometrische Analysen von biologischen Makromolekülen“                      | Kōichi Tanaka            |
| 2002 | Kurt Wüthrich (* 1938)            | Schweiz                                                          | „für seine Entwicklung der kernmagnetischen Resonanzspektroskopie zur Bestimmung der dreidimensionalen Struktur von biologischen Makromolekülen in Lösungen“ | Kurt Wüthrich            |
| 2003 | Peter Agre (* 1949)               | Vereinigte Staaten                                               | „für die Entdeckung der Wasserkanäle in Zellmembranen“ | Peter Agre               |
| 2003 | Roderick MacKinnon (* 1956)       | Vereinigte Staaten                                               | „für seine strukturellen und mechanischen Studien von Ionenkanälen in Zellmembranen“                                                                         | Roderick MacKinnon       |
| 2004 | Aaron Ciechanover (* 1947)        | Israel                                                           | „für die Entdeckung des Ubiquitin-gesteuerten Proteinabbaus“                                                                                                 | Aaron Ciechanover        |
| 2004 | Avram Hershko (* 1937)            | Israel (geb. in Karcag, Ungarn)                                  | „für die Entdeckung des Ubiquitin-gesteuerten Proteinabbaus“                                                                                                 | Avram Hershko            |
| 2004 | Irwin Rose (1926–2015)            | Vereinigte Staaten                                               | „für die Entdeckung des Ubiquitin-gesteuerten Proteinabbaus“                                                                                                 | Irwin Rose               |
| 2005 | Yves Chauvin (1930–2015)          | Frankreich                                                       | „für die Entwicklung der Metathese-Methode in der organischen Synthese“                                                                                      | Yves Chauvin             |
| 2005 | Robert Grubbs (1942–2021)         | Vereinigte Staaten                                               | „für die Entwicklung der Metathese-Methode in der organischen Synthese“                                                                                      | Robert Grubbs            |
| 2005 | Richard R. Schrock (* 1945)       | Vereinigte Staaten                                               | „für die Entwicklung der Metathese-Methode in der organischen Synthese“                                                                                      | Richard R. Schrock       |
| 2006 | Roger D. Kornberg (* 1947)        | Vereinigte Staaten                                               | „für seine Arbeiten über die molekularen Grundlagen der Gentranskription in eukaryotischen Zellen“                                                           | Roger D. Kornberg        |
| 2007 | Gerhard Ertl (* 1936)             | Deutschland                                                      | „für seine Studien von chemischen Verfahren auf festen Oberflächen“                                                                                          | Gerhard Ertl             |
| 2008 | Osamu Shimomura (1928–2018)       | Vereinigte Staaten (geb. in Kyōto, Japan)                        | „für die Entdeckung und Weiterentwicklung des grün fluoreszierenden Proteins“                                                                                | Osamu Shimomura          |
| 2008 | Martin Chalfie (* 1947)           | Vereinigte Staaten                                               | „für die Entdeckung und Weiterentwicklung des grün fluoreszierenden Proteins“                                                                                | Martin Chalfie           |
| 2008 | Roger Tsien (1952–2016)           | Vereinigte Staaten                                               | „für die Entdeckung und Weiterentwicklung des grün fluoreszierenden Proteins“                                                                                | Roger Tsien              |
| 2009 | Venkatraman Ramakrishnan (* 1952) | Vereinigtes Königreich (geb. in Chidambaram, Tamil Nadu, Indien) | „für die Studien zur Struktur und Funktion des Ribosoms“ | Venkatraman Ramakrishnan |
| 2009 | Thomas A. Steitz (1940–2018)      | Vereinigte Staaten                                               | „für die Studien zur Struktur und Funktion des Ribosoms“ | Thomas A. Steitz         |
| 2009 | Ada Yonath (* 1939)               | Israel                                                           | „für die Studien zur Struktur und Funktion des Ribosoms“ | Ada Yonath               |

## 2010er Jahre
| Jahr | Person                          | Land                                                                             | Begründung für die Preisvergabe                                                                                            | Bild                   |
| ---- | ------------------------------- | -------------------------------------------------------------------------------- | --- | ---------------------- |
| 2010 | Richard F. Heck (1931–2015)     | Vereinigte Staaten                                                               | „für Palladium-katalysierte Kreuzkupplungen in organischer Synthese“                                                       | Richard F. Heck        |
| 2010 | Ei-ichi Negishi (1935–2021)     | Japan                                                                            | „für Palladium-katalysierte Kreuzkupplungen in organischer Synthese“                                                       | Ei-ichi Negishi        |
| 2010 | Akira Suzuki (* 1930)           | Japan                                                                            | „für Palladium-katalysierte Kreuzkupplungen in organischer Synthese“                                                       | Akira Suzuki           |
| 2011 | Dan Shechtman (* 1941)          | Israel                                                                           | „für die Entdeckung der Quasikristalle“                                                                                    | Dan Shechtman          |
| 2012 | Robert Lefkowitz (* 1943)       | Vereinigte Staaten                                                               | „für ihre Studien zu G-Protein-gekoppelten Rezeptoren“                                                                     | Robert Lefkowitz       |
| 2012 | Brian Kobilka (* 1955)          | Vereinigte Staaten                                                               | „für ihre Studien zu G-Protein-gekoppelten Rezeptoren“                                                                     | Brian Kobilka          |
| 2013 | Martin Karplus (1930–2024)      | Vereinigte Staaten (geb. in Wien, Österreich)                                    | „für die Entwicklung von Multiskalen-Modellen für komplexe chemische Systeme“                                              | Martin Karplus         |
| 2013 | Michael Levitt (* 1947)         | Vereinigte Staaten/ Vereinigtes Königreich/ Israel (geb. in Pretoria, Südafrika) | „für die Entwicklung von Multiskalen-Modellen für komplexe chemische Systeme“                                              | Michael Levitt (2013)  |
| 2013 | Arieh Warshel (* 1940)          | Vereinigte Staaten/ Israel                                                       | „für die Entwicklung von Multiskalen-Modellen für komplexe chemische Systeme“                                              | Arieh Warshel (2010)   |
| 2014 | Eric Betzig (* 1960)            | Vereinigte Staaten                                                               | „für die Entwicklung von superauflösender Fluoreszenzmikroskopie“ (Photoactivated Localization Microscopy, STED-Mikroskop) | Eric Betzig (2014)     |
| 2014 | Stefan Hell (* 1962)            | Deutschland (geb. in Sântana, Rumänien)                                          | „für die Entwicklung von superauflösender Fluoreszenzmikroskopie“ (Photoactivated Localization Microscopy, STED-Mikroskop) | Stefan Hell (2010)     |
| 2014 | William Moerner (* 1953)        | Vereinigte Staaten                                                               | „für die Entwicklung von superauflösender Fluoreszenzmikroskopie“ (Photoactivated Localization Microscopy, STED-Mikroskop) | William Moerner (2013) |
| 2015 | Tomas Lindahl (* 1938)          | Schweden                                                                         | „für mechanistische Studien der DNA-Reparatur“                                                                             | Tomas Lindahl          |
| 2015 | Paul Modrich (* 1946)           | Vereinigte Staaten                                                               | „für mechanistische Studien der DNA-Reparatur“                                                                             | Paul Modrich           |
| 2015 | Aziz Sancar (* 1946)            | Vereinigte Staaten/ Türkei                                                       | „für mechanistische Studien der DNA-Reparatur“                                                                             | Aziz Sancar            |
| 2016 | Jean-Pierre Sauvage (* 1944)    | Frankreich                                                                       | „für den Entwurf und die Synthese Molekularer Maschinen“                                                                   | Jean-Pierre Sauvage    |
| 2016 | Fraser Stoddart (1942–2024)     | Vereinigtes Königreich/ Vereinigte Staaten                                       | „für den Entwurf und die Synthese Molekularer Maschinen“                                                                   | Fraser Stoddart        |
| 2016 | Ben Feringa (* 1951)            | Niederlande                                                                      | „für den Entwurf und die Synthese Molekularer Maschinen“                                                                   | Ben Feringa            |
| 2017 | Jacques Dubochet (* 1942)       | Schweiz                                                                          | „für die Entwicklung der Kryo-Elektronenmikroskopie für die hochauflösende Strukturerkennung von Biomolekülen in Lösung“   | Jacques Dubochet       |
| 2017 | Joachim Frank (* 1940)          | Vereinigte Staaten/ Deutschland                                                  | „für die Entwicklung der Kryo-Elektronenmikroskopie für die hochauflösende Strukturerkennung von Biomolekülen in Lösung“   | Joachim Frank          |
| 2017 | Richard Henderson (* 1945)      | Vereinigtes Königreich                                                           | „für die Entwicklung der Kryo-Elektronenmikroskopie für die hochauflösende Strukturerkennung von Biomolekülen in Lösung“   | Richard Henderson      |
| 2018 | Frances H. Arnold (* 1956)      | Vereinigte Staaten                                                               | „für die gerichtete Evolution von Enzymen“                                                                                 | Frances H. Arnold      |
| 2018 | George P. Smith (* 1941)        | Vereinigte Staaten                                                               | „für das Phagen-Display von Peptiden und Antikörpern“                                                                      | George P. Smith 2018   |
| 2018 | Gregory Winter (* 1951)         | Vereinigtes Königreich                                                           | „für das Phagen-Display von Peptiden und Antikörpern“                                                                      | Gregory Winter         |
| 2019 | John B. Goodenough (1922–2023)  | Vereinigte Staaten (geb. in Jena, Deutschland)                                   | „für die Entwicklung von Lithium-Ionen-Batterien“                                                                          | John B. Goodenough     |
| 2019 | M. Stanley Whittingham (* 1941) | Vereinigtes Königreich/ Vereinigte Staaten                                       | „für die Entwicklung von Lithium-Ionen-Batterien“                                                                          | Stanley Whittingham    |
| 2019 | Akira Yoshino (* 1948)          | Japan                                                                            | „für die Entwicklung von Lithium-Ionen-Batterien“                                                                          | Akira Yoshino          |

## 2020er Jahre
| Jahr | Person                              | Land                                                    | Begründung für die Preisvergabe                                               | Bild                       |
| ---- | ----------------------------------- | ------------------------------------------------------- | ----------------------------------------------------------------------------- | -------------------------- |
| 2020 | Emmanuelle Charpentier (* 1968)     | Frankreich                                              | „für die Entwicklung einer Methode zur Genom-Editierung“ (CRISPR/Cas-Methode) | Emmanuelle Charpentier     |
| 2020 | Jennifer A. Doudna (* 1964)         | Vereinigte Staaten                                      | „für die Entwicklung einer Methode zur Genom-Editierung“ (CRISPR/Cas-Methode) | Jennifer A. Doudna         |
| 2021 | Benjamin List (* 1968)              | Deutschland                                             | „für die Entwicklung der asymmetrischen Organokatalyse“                       | Benjamin List              |
| 2021 | David MacMillan (* 1968)            | Vereinigtes Königreich Vereinigte Staaten               | „für die Entwicklung der asymmetrischen Organokatalyse“                       | David MacMillan            |
| 2022 | Carolyn Bertozzi (* 1966)           | Vereinigte Staaten                                      | „für die Entwicklung der Click-Chemie und der bioorthogonalen Chemie“         | Carolyn Bertozzi           |
| 2022 | Morten P. Meldal (* 1954)           | Dänemark                                                | „für die Entwicklung der Click-Chemie und der bioorthogonalen Chemie“         | Morten P. Meldal           |
| 2022 | Barry Sharpless (* 1941)            | Vereinigte Staaten                                      | „für die Entwicklung der Click-Chemie und der bioorthogonalen Chemie“         | Barry Sharpless            |
| 2023 | Moungi Bawendi (* 1961)             | Vereinigte Staaten Tunesien (geb. in Paris, Frankreich) | „für die Entdeckung und Entwicklung von Quantenpunkten“                       | Moungi Bawendi             |
| 2023 | Louis Brus (* 1943)                 | Vereinigte Staaten                                      | „für die Entdeckung und Entwicklung von Quantenpunkten“                       | Louis Brus                 |
| 2023 | Alexei Iwanowitsch Jekimow (* 1945) | Russland                                                | „für die Entdeckung und Entwicklung von Quantenpunkten“                       | Alexei Iwanowitsch Jekimow |
| 2024 | David Baker (* 1962)                | Vereinigte Staaten                                      | „für rechnergestütztes Proteindesign“                                         | David Baker                |
| 2024 | Demis Hassabis (* 1976)             | Vereinigtes Königreich                                  | „für die Vorhersage der komplexen Strukturen von Proteinen“                   | Demis Hassabis             |
| 2024 | John M. Jumper (* 1985)             | Vereinigte Staaten Vereinigtes Königreich               | „für die Vorhersage der komplexen Strukturen von Proteinen“                   | John M. Jumper             |

| 1900 • 1910 • 1920 • 1930 • 1940 • 1950 • 1960 • 1970 • 1980 • 1990 • 2000 • 2010 • 2020 |

## Verteilung nach Ländern
Preisträger, die zum Zeitpunkt der Verleihung Staatsbürger mehrerer ({\displaystyle n}) Länder waren, werden hier bei all diesen Ländern zu gleichen Teilen ({\displaystyle {\tfrac {1}{n}}}) gezählt.
Werte gerundet.
| Nation                   | Anzahl der Preisträger |
| ------------------------ | ---------------------- |
| Vereinigte Staaten       | 77,3                   |
| Deutschland              | 31,0                   |
| Vereinigtes Königreich   | 30,8                   |
| Frankreich               | 11,0                   |
| Schweiz                  | 07,0                   |
| Japan                    | 07,0                   |
| Schweden                 | 05,0                   |
| Israel                   | 04,8                   |
| Niederlande              | 04,0                   |
| Kanada                   | 03,5                   |
| Dänemark                 | 02,0                   |
| Österreich               | 01,5                   |
| Argentinien              | 01,0                   |
| Belgien                  | 01,0                   |
| Finnland                 | 01,0                   |
| Italien                  | 01,0                   |
| Neuseeland               | 01,0                   |
| Norwegen                 | 01,0                   |
| Sowjetunion und Russland | 02,0                   |
| Tschechoslowakei         | 01,0                   |
| Ungarn                   | 01,0                   |
| Ägypten                  | 00,5                   |
| Australien               | 00,5                   |
| Tunesien                 | 00,5                   |
| Türkei                   | 00,5                   |

Stand: 11. Oktober 2024